# André Faber
Pour les articles homonymes, voir Faber.
André Faber est un dessinateur, journaliste et écrivain français, né le 25 juillet 1954 à Marange-Silvange en Moselle. 
De 1988 à 1994, il travaille comme journaliste-infographiste au Républicain lorrain, quotidien régional de Metz. Choisissant le statut d'indépendant, il collabore ensuite à de multiples publications de presse et d'édition.  Il publie notamment des dessins éditoriaux ou politiques dans des journaux comme Le Monde, Courrier international,, Le Moniteur, Le Jeudi, L'Observateur de l'OCDE, et dans la presse régionale (Les Dernières Nouvelles d'Alsace).
André Faber s'exprime dans un style géométrique et minimaliste. Il a créé « M. L'Homme », personnage par lequel il questionne la société et l'actualité.

## Biographie
Après des études en mécanique générale, il travaille en ateliers et usines, découvre le travail à la chaîne et les « sales boulots » liés à la sidérurgie lorraine. Les panneaux signalétiques des usines, leurs dessins simples et colorés marquent son imaginaire.
En 1977, à 23 ans, il entre sur concours à l’école des Beaux-Arts Untersteller de Metz. Il en sort en 1979 et publie un premier et modeste album de BD,  Le Mystère de la cathédrale. 
André Faber devient journaliste-infographiste au journal le Républicain lorrain en 1988. Il crée des infographies de presse et des images numériques. Cette pratique déterminera son approche géométrique du dessin.
Ayant quitté le Républicain Lorrain en 1994, il s’installe comme illustrateur indépendant. Il adopte un style sec, engagé, ses dessins éditoriaux pour la presse sont souvent muets. L’auteur laisse une grande part à l’interprétation du lecteur. Ses planches en trois vignettes s’apparentent à des haïkus.
La simplification de son dessin, ce qu’il appelle son alphabet graphique, l’entraîne vers l’écriture littéraire avec ses premiers récits inspirés par ses origines ouvrières et la mémoire locale.

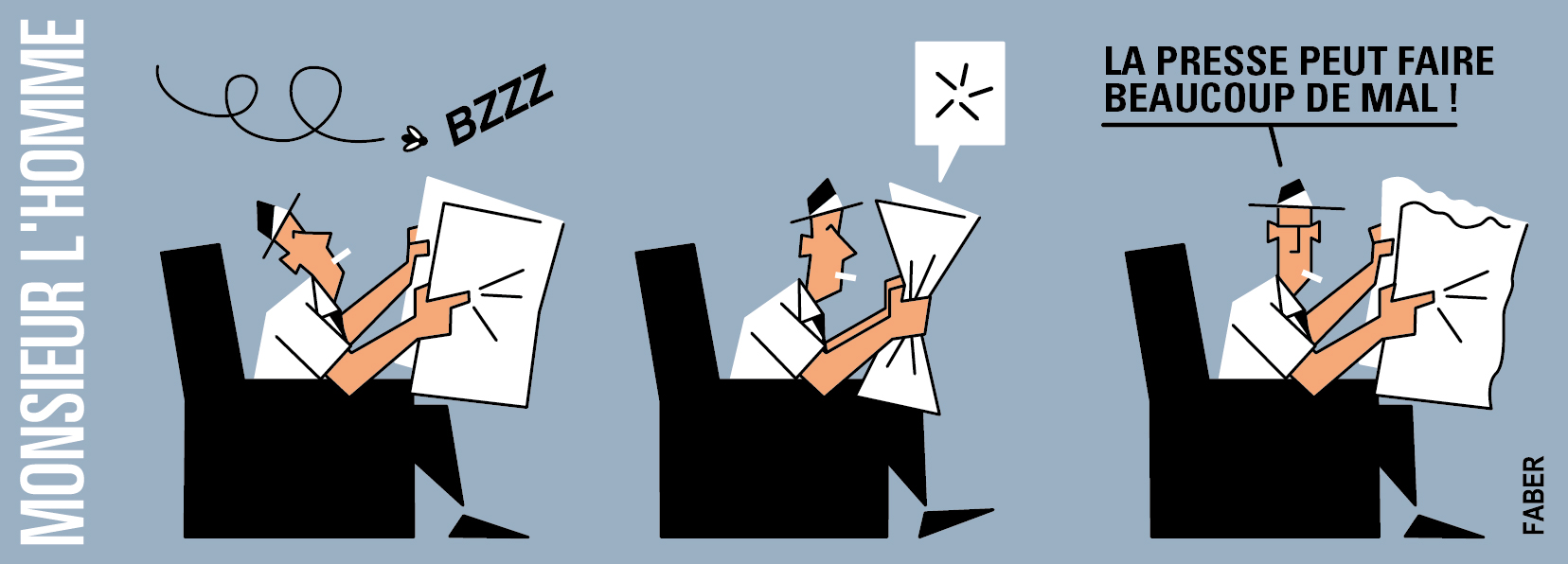
M. L'Homme, La Mouche

## Publications

### Dessins et bandes dessinées
- Le Mystère de la cathédrale, Metz, La lorraine illustrée, 1980
- Le Voyage de Souris bleue à Metz, Metz, Éditions La Serpenoise, 1994  (ISBN 2-8769-2187-1)
- M. L'Homme, Rembercourt-sur-Mad, Ma maison d'édition - à compte d'auteur, 118 p., 1999
- Les Bonshommes Leçon 1, Strasbourg, Accès Éditions, 75 p., 2000  (ISBN 2-9092-9564-8)
- La Valse à trente ans, Thionville, Centre culturel Jacques Brel
- Les Chérigraphies, Portfolio réalisé par l'auteur - tirage limité
- Trait drôle, Esch-sur-Alzette, Éditions Le Phare, 2005  (ISBN 978-2-8796-4110-2)
- Création de Miss Média, l'avatar des bibliothèques-médiathèques de Metz, 2009
- Le Chat sourit à Metz, Castres, Les Éditions de la Semaine, 35 p., 2013  (ISBN 978-2-9532-3671-2)

### Illustrations
- Gérard Mordillat,  Yorick, Éditions Libertaria, 2013  (ISBN 2-9180-5932-3)

### Romans et essais
- Fensch, Les Haut-fourneaux ne repoussent pas, Paris, Bourin éditeur, Collection Mélanges, 131 p., 2014  (ISBN 979-1-0252-0029-2)
- Tous les Grands-pères sont poilus, préface de Gérard Mordillat, Paris, Bourin éditeur, Collection Mélanges, 40 p., 2014   (ISBN 979-1-0252-0058-2)
- La quiche était froide, Saint-Georges-d'Oléron, les Éditions libertaires, 179 p., 2016  (ISBN 978-2-919568-80-2)[11]

## Expositions
- 2001 : Dessin tendre sur disque dur, Centre Jacques-Brel à Thionville
- 2005 : La bande à Faber,  Médiathèques de Metz[12]
- 2015 : Dessins et BD pour résister,  CDMH de Dudelange (Luxembourg)[13]